# Vũ điệu tình yêu: Bước nhảy đường phố
Vũ điệu tình yêu: Bước nhảy đường phố (tựa gốc tiếng Anh: Step Up 2: The Streets) là phim điện ảnh vũ trường của Mỹ năm 2008. Đây là phần tiếp nối của phim điện ảnh năm 2006 Step Up từ hãng Touchstone Pictures. Phim do Jon M. Chu đạo diễn với Jamal Sims, Nadine "Hi Hat" Ruffin và Dave Scott chỉ đạo múa. Patrick Wachsberger và Erik Feig của Summit Entertainment hợp tác sản xuất phim với Adam Shankman và Jennifer Gibgot của Offspring Entertainment.